# 베인 디스플레이

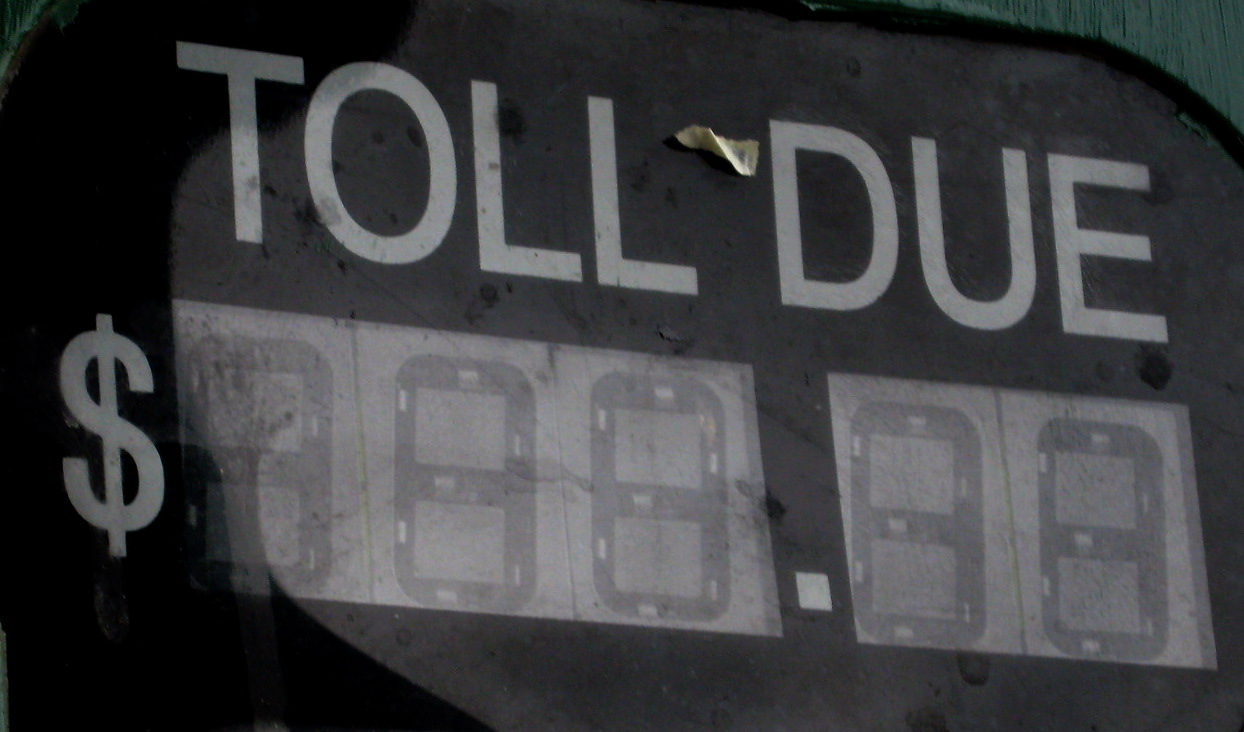
오클라호마주 털사에 있는 크리크 턴파이크(Creek Turnpike)의 비활성 베인 디스플레이

베인 디스플레이(vane display)는 7세그먼트 표시 장치의 일종이다. LED 및 VFD 세그먼트 디스플레이와 달리 베인 디스플레이는 7개의 물리적 표면(베인)으로 구성되며 일반적으로 흰색으로 칠해져 있지만 때로는 노란색이나 형광 녹색과 같은 다른 색상으로 칠해져 있다. 세그먼트가 "꺼짐"으로 표시되면 가장자리가 앞쪽을 향하도록 회전되고 페인팅된 표면은 보이지 않고 먼 쪽을 향하게 된다. "켜짐"으로 표시되는 세그먼트는 페인팅된 표면이 표시되도록 회전된다.
베인 디스플레이는 전자석을 사용하여 세그먼트가 빠르게 이동한다는 점에서 플립 디스크 디스플레이와 유사한 방식으로 작동한다. 디스플레이를 신속하게 변경할 필요가 없는 일부 변형에서는 전기 모터를 사용하여 디스플레이를 제자리에서 회전시킨다.
베인 디스플레이는 게임 쇼와 스포츠 경기장 및 경기장의 점수판에 사용되었다. 달걀상자 디스플레이와 마찬가지로 텔레비전 스튜디오에서 볼 수 있는 밝은 조명에 의해 씻겨 나가지 않는다. 베인 디스플레이의 또 다른 이점은 전원 공급 장치가 중단된 경우 전원이 차단되기 전의 마지막 값이 무엇이든 디스플레이에 계속 표시된다는 것이다. 그러나 플립 디스크 디스플레이와 마찬가지로 많은 요소를 동시에 변경해야 하는 경우 디스플레이를 뒤집으면 상당한 양의 소음이 발생할 수 있다.

## 같이 보기
- 디스플레이 장치